# Scheloribates brasilosphericus
Scheloribates brasilosphericus är en kvalsterart som beskrevs av Badejo, Woas och Beck 2002. Scheloribates brasilosphericus ingår i släktet Scheloribates och familjen Scheloribatidae. Inga underarter finns listade i Catalogue of Life.